# Macrophyes elongata
Macrophyes elongata là một loài nhện trong họ Anyphaenidae.
Loài này thuộc chi Macrophyes. Macrophyes elongata được Arthur Merton Chickering miêu tả năm 1937.